# Gordon Kampe

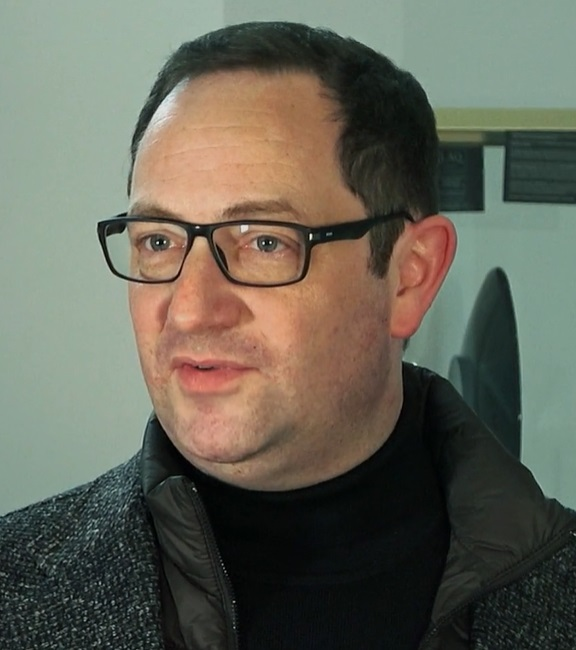
Gordon Kampe 2023

Gordon Kampe (* 10. September 1976 in Herne) ist ein deutscher Komponist und Hochschullehrer.

## Leben
Gordon Kampe absolvierte von 1993 bis 1995 eine Ausbildung zum Elektroinstallateur. Nach dem nachträglichen Erwerb des Abiturs und dem Zivildienst studierte er ab 1998 Komposition an der Musikhochschule Rostock, u. a. bei Hans-Joachim Hespos und Adriana Hölszky. 2000 wechselte Kampe an die Folkwang-Hochschule in Essen, wo er sein Studium bei Nicolaus A. Huber fortsetzte. Daneben studierte er Musik- und Geschichtswissenschaften an der Universität Bochum. Auf den Studienabschluss 2003 folgte 2008 die musikwissenschaftliche Promotion. Seit 2009 arbeitete Kampe als wissenschaftlicher Mitarbeiter an der Folkwang Universität der Künste. An der Johanniskirche in Herne arbeitet er daneben als Kirchenmusiker. Seit 2017 ist er Professor für Komposition und Musiktheorie an der Hochschule für Musik und Theater Hamburg.
Kampe ist Mitherausgeber der Zeitschrift Seiltanz – Beiträge zur Musik der Gegenwart und seit 2012 gewähltes Mitglied der Jungen Akademie an der Berlin-Brandenburgischen Akademie der Wissenschaften/Deutsche Akademie der Naturforscher Leopoldina.
Kampes kompositorisches Schaffen umfasst Orchester- und Ensemblewerke, Kammermusik und Werke für Chor und Gesang. Zu den Interpreten seiner Kompositionen zählen u. a. Ensemble Modern, Klangforum Wien, Ensemble musikFabrik, Ensemble Resonanz, KNM Berlin, Nouvel Ensemble Contemporain, RSO Saarbrücken, Philharmonisches Staatsorchester Hamburg, hr-Sinfonieorchester, Gürzenich-Orchester, RSO Stuttgart des SWR, SWR Vokalensemble Stuttgart, Neue Vocalsolisten Stuttgart.
Ein weiterer Schwerpunkt seiner Arbeit ist das Musiktheater. Seit 2009 sind eine Reihe von Auftragswerken entstanden, u. a. für die Staatsoper Stuttgart (Zivilcourage. Musik für einen Platz UA 2009), das Oldenburgische Staatstheater (ANOIA UA 2012), die Deutsche Oper Berlin und das Saarländische Staatstheater (Kannst du pfeifen, Johanna UA 2013). In Zusammenarbeit mit dem Fonds Experimentelles Musiktheater und dem Theater Bielefeld entstand 2014/15 PLÄTZE. DÄCHER. LEUTE. WEGE. Musiktheater für ein utopisches Bielefeld.
2016 erhielt er den Förderpreis der Ernst von Siemens Musikstiftung.
Gordon Kampe lebt in Hamburg.

## Auszeichnungen (Auswahl)
- 2003: Auswahl zum Int. Komponistenseminar im Künstlerhaus Boswil
- 2003: Folkwangpreis
- 2004: Stipendium der Akademie der Künste (Berlin)
- 2004: Stipendienpreis der Int. Darmstädter Ferienkurse
- 2007: Aufenthaltsstipendium für die Cité Internationale des Arts Paris
- 2007: Kompositionspreis der Landeshauptstadt Stuttgart[3]
- 2008: Aufenthaltsstipendium für den Künstlerhof Schreyahn[4]
- 2009: "Komponist für Hagen" des Philharmonischen Orchesters Hagen
- 2011: Kompositionspreis der Landeshauptstadt Stuttgart[5]
- 2013: Aufenthaltsstipendium für das Künstlerdorf Schöppingen.
- 2016: Schneider-Schott-Musikpreis Mainz.
- 2017: Stipendiat in der Deutschen Akademie Rom Villa Massimo[6]

## Werkverzeichnis

### Solowerke
- schnell für Orgel (2005)
- 10vorne für Klavier (2006)
- The incredible nightcrawler für Klavier (2006)
- Die Blaue Hand für E-Gitarre mit Zubehör (2006)
- Das Barcklay-Syndrom oder Der rote Kreis für Akkordeon mit Zubehör, Tamtam, Zuspielungen ad lib. (2006)
- Missa für Orgel (2008)
- heavy metal für Flöte (und Zuspielungen ad lib.) (2008)
- BRZ für Klarinette (2011)
- Fett für Zither (2014)
- Schmackes mit Variationen für Klavier, Zuspielungen (2015)
- Krawall für Kontrabass Solo (2022–23)

### Kammermusik 2–3 Spieler
- Rede für Stimme und Klavier (2001)
- Aldrin-Music für Violoncello, Klavier, Zuspielungen (2004)
- Der grüne Brand für Bassklarinette, Cembalo, Tamtam (2004/6)
- Ripley-Musik I für Posaune, Kontrabass, Klavier (2005)
- Ripley-Musik II für Vibraphon, Akkordeon, Klavier (2005)
- Ripley-Musik IV für E-Violine, Alt-Klarinette, Sampler (2005)
- Ripley-Musik V für Bassklarinette, Violoncello, Klavier (2005)
- Ohne Spock für 2 Theremine, Klavier, Zuspielungen (2007)
- HAL’s Lullaby  für Kontrabassklarinette, Akkordeon, Klavier (2008)
- Petrarca Liederbuch für Stimme, Akkordeon, Zuspielungen (2009)
- Die Sonne wandert schnell – Gasthauskempermannvariationen für Flöte, Trompete, Schlagzeug, Zuspielungen und Casio VL-1 (2010)
- Feedbacks, Löffel, Tanzbares für Flöte Violoncello, Klavier (2011)
- Pickman’s Model für Horn, Klavier (2011)
- Chamäleontheorie III für Stimme, Klarinette, Klavier, Zuspielungen (2012)
- ist hin für Tuba, Harfe (2018)
- FOLLIA für zwei Klaviere (2019)
- Vier Winzlinge für Klarinette, Violoncello, Akkordeon (2019)
- fresh und edgy für Klaviertrio (2019)
- tanzen! für E-Violine, Tasteninstrumente (2021)

### Kammermusik 4–9 Spieler
- SPAX – Nagelfeld für Ensemble für Sopran-/Tenorsaxophon, Posaune, 2 Perkussionisten, Harfe, Gitarre, Violine, Violoncello, Kontrabass (2002/4)
- Aldrin’s Song für Sopran, Klarinette, Viola, Klavier (2004/10)
- Stille Post für 4 Musiker, Requisiten (2005)
- zu drei Stücken entzwei für Tuba, Celesta, 3 Kontrabässe (2005)
- Neun weiße Bilder für Saxophon, Schlagzeug, E-Gitarre, Klavier, Kontrabass (2006)
- Sieben weiße Bilder für Saxophon, Schlagzeug, E-Gitarre, Kontrabass (2006)
- 15 weiße Bilder für Bratschenquartett (2007)
- X – mit großem Solo für Flöte, Akkordeon, Harfe, Schlagzeug, Kontrabass (2007/8)
- Qs Nachtstück für Flöte, Bassklarinette, Schlagzeug, Klavier, Violoncello, Kontrabass (2008)
- Gassenhauermaschinensuite für Klarinette, Violoncello, Akkordeon, Schlagzeug, Klavier, Zuspielungen (2009)
- Ripley-Musik III für Bassklarinette, Schlagzeug, Violoncello, Harfe, Zuspielungen (2009)
- Picard für Ensemble (Flöte, Klarinette, Saxophon, Posaune, Schlagzeug, Klavier, E-Gitarre, Violoncello, Kontrabass) (2010)
- HAL für Kontrabassklarinette (auch Klarinette in es), Akkordeon, Kontrabass, Klavier (2010)
- Die Chamäleontheorie für Violoncello, Posaune, 2 Schlagzeuger (2010)
- sweet home für Violoncello, Schlagzeug, Celesta, Klavier, Zuspielungen (2010)
- Zehn Symphonien für Saxophonquartett (2011)
- Butter und Fische für Flöte, Klarinette, Trompete, Tuba, Schlagzeug, Klavier (2012)
- Chamäleontheorie I – "Gefühlte 70.000 Bratwurststände". Variationen über eine Befindlichkeit von Jürgen Klopp für Violine, Saxophon, Akkordeon, Klavier, Zuspielungen, Wutbox (2012)
- Chamäleontheorie II – 13 Variantionen über ein Lied von Frau Cz. für Saxophon, Posaune, Klavier, Violine, Viola, Zuspielungen (2012)
- Nischenmusik mit Klopfgeistern für Stimme, Bassklarinette, Schlagzeug, E-Zither, Synthesizer, Zuspielungen (2013)
- Füchse/Messer – Hommage an Akira Kurosawas Film „Yume“ für Saxophon, Posaune, Akkordeon, Violoncello, Klavier, Zuspielungen (2014)
- Moritaten und Sentimentales für Trompete, Posaune, 2 Schlagzeuger, E-Gitarre, Violoncello, Klavier, Zuspielungen (2015)
- Liederbuch für Flöte, Schlagzeug, Harfe, Violine, Violoncello, Zuspielungen (2015)
- Sachlicher Bericht – aus: Arien / Zitronen für Sopran, Ensemble (Flöte, Englischhorn, Bassklarinette, Schlagzeug, Violine, Viola, Violoncello, Klavier) (2016)
- knapp für Bass- und Kontrabassklarinette, Saxophon, Posaune, Violoncello, Zuspielungen (2017)
- knapp – erweiterte Version für Bass- und Kontrabassklarinette, Saxophon, Posaune, Akkordeon, 2 Violoncello, Zuspielungen (2017)
- Schummellümmelleichen – eine Operette nach Texten von Schorsch Kamerun u. a. für Countertenor, Ensemble (Trompete, Posaune, 2 Schlagzeuger, E-Gitarre, Violoncello, Klavier), Zuspiel (2018)
- lichtverzwickt für Ensemble (Englischhorn, Bassklarinette, Fagott, Horn, Posaune, Viola, Violoncello, Kontrabass) (2018)
- Dark-Lux-Suite für Saxophon, Posaune, Akkordeon, Klavier, Violoncello (2018)
- Kröten für Klarinette, Bassklarinette, Violoncello, Klavier (2019)
- La Paloma-Variationen für Saxophon, Posaune, Akkordeon, Klavier, Violoncello (2020)
- Ernst-Busch-Musik für Stimme, Trompete, Posaune, 2 Schlagzeuger, E-Gitarre, Violoncello, Klavier (2021)
- Sechs Tiere für Klavierquartett (2022)

### Ensemble
- Q [kju:] I-V Informationen aus dem Gamma-Quadranten für Oboe/Englischhorn., Klarinette/Bassklarinette, Saxophon, Tuba, Perkussion, Klavier, Streichquartett, Kontrabass, Zuspielungen (2004)
- Das Zanthi-Fieber für Ensemble (Flöte, Oboe, Klarinette, Bassklarinette, Fagott, Horn, Trompete, Posaune, 2 Schlagzeuger, Harmonium, 2 Violinen, Viola, Violoncello, Kontrabass) mit Zubehör, Live-Elektronik (ad lib.) (2005)
- Das Picard Manöver für Klavier, Ensemble (Klarinette, Saxophon, Tuba, Schlagzeug, Klavier, 2 Violinen, Viola, Violoncello, Kontrabass), Zuspielungen (2006)
- Marvels of Things Created and Miraculous Aspects of Things Existing für 12 Violoncelli (2010)
- Zwerge für Ensemble (Flöte, Klarinette, Trompete in C, Schlagzeug, E-Gitarre, E-Bass, Klavier, Synthesizer, Violine, Viola, Violoncello)(2011)
- Wum und Bum und die Damen Ding Dong – Version für Kammerorchester – nach dem gleichnamigen Buch von Brigitte Werner für Stimme, Kammerorchester (1-1-1-1, 1-1-0-0, 2 Schlgz, Streichquintett) (2019)
- Schnulzen für Ensemble (Flöte, Oboe, Klarinette, Tenorsaxophon, Fagott, Trompete, Posaune, Tuba, Schlagzeug, E-Gitarre, E-Bass, Klavier) (2019)
- remember me für Streichorchester (4-4-4-4-2), Live-Elektronik (2019)
- Nachtwächter. Eine Chaconne. für Ensemble (Fl, Ob, BKlar, Kf, Hr, Trp, Pos, Schlgz, Hfe, Klav, 2 Vl, Vla, Vc, Kb) (2022)

### Orchester
- High Noon: Moskitos für Orchester (Picc., Fl., Ob., Englhr., Klar., Bklar., Fg., Kfg., 4 Hr., 3 Trp., 3 Pos., Tb., 2–3 Schlgz., Streicher) (2003/6)
- Vier Informationen über die Drake-Formel für Gedöns-Quartett, Klavier, Kleines Orchester (2 Fl, Klar, Trp, Schlgz, Streicher (min. 4-4-3-3-2) (2007)
- Informationen aus dem Gamma-Quadranten für Sprecher, Flöte, Cello, Schlagzeug, Gitarre, E-Gitarre, Schlagzeugensemble, Gitarrenensemble, E-Gitarrenensemble (2008)
- Glas. Gold. für Orchester (2 Fl., 2 Ob., 2 Klar., 2 Fg., Kfg., 4 Hr., 2 Trp., 3 Pos., Pk., Streicher: 10-8-6-5-4) (2008)
- kawupp für Orchester (Fl., Ob., Klar., Kfg., Hr., Trp., Pos., 2 Schlgz. Hfe., Streicher) Schülergruppen, Zuspielungen (2009)
- Engel. Wölfe. für Orchester (Picc., 2 Fl., 2 Ob., Englhr., 2 Klar., Bklar., 2 Fg., 4 Hr., 3 Trp., 3 Pos., Tb., Pk., 2 Schlgz., Streicher) (2011)
- Schweinisch – Fledermaus Entr'acte für Orchester (2 Fl., 2 Ob., 2 Klar., 2 Fg., 4 Hr., 2 Tp., 3 Pos., Pk., Schlgz., Streicher) (2013)
- Sechse kommen durch die ganze Welt – Libretto von Dorothea Hartmann nach dem gleichnamigen Märchen der Gebrüder Grimm, für 2 Schauspieler, Kinderchor, Orchester (1-1-2-1 2-2-1-0 Pk, Schlgz, Hfe, Str) (2015)
- Farben/Massen/Teufelsleitern für Großes Orchester (3-3-3-3 4-3-3-1, Pk., 3 Schlgz., Hfe, Cel., Klav., Streicher), Zuspielungen (2015)
- Drei Stücke für Orchester für Großes Orchester (3-3-3-3 4-3-3-1, Pk., 3 Schlgz., Hfe, Cel., Streicher), Zuspielungen (2015)
- easy durchfedern – ein Mob für Köln und Orchester für Orchester (2-2-2-2, 4-2-3-1, Pk, Schlgz., Streicher) und beliebig viele Laienmusiker (2016)
- Spione für Orchester (3-3-3-3, 4-3-3-1, Pk, 3 Schlgz, Cle, Hfe, Streicher, Harfen) (2017)
- Wum und Bum und die Damen Ding Dong – nach dem gleichnamigen Buch von Brigitte Werner für Stimme, Orchester (1-2-2-2, 2-2-1-0, 2 Schlgz, Streicher) (2017–18)
- Il cappello magico – Konzert für Saxophon und Orchester für Saxophon, Orchester (2-2-3-3 4-2-3-1, Pk, 2 Schlgz, Streicher) (2018)
- eine Mücke für Orchester (2-2-2-2 2-2-0-0, Pk, Schlgz, Streicher) (2018)
- fat finger error für Orchester (2-2-2-2, 2-2-2-1, 2 Schlgz, Hfe, Streicher) und Zuspielungen (2018)
- Zack für Orchester (2-2-2-2, 2-2-0-0, Pk, Schlgz, Streicher) (2019)
- Masque für Ensemble (Sax, Pos, Akk, Vc, Klav), Orchester (3-3-3-3, 4-2-3-1, Pk, 2 Schlgz, Streicher) (2019)
- Dogville-Suite für Orchester (2-2-2-2, 4-2-1-0, Pk, Streicher) (2021)
- Wimmeln – Eine Sinfonie für Kammerorchester für Kammerorchester (2-2-1-1, 1-1-1-1, Pk, Schlgz, Streicher) (2021)
- Elektropolis-Schwerzo für Orchester (3-2-2-2, 4-3-3-1, Pk, Schlgz, Hfe, Cel, Streicher) (2023)
- boxen! für Pauken und Kammerorchester (1-2-2-2, 2-2-0-0, Streicher) (2023)
- Mein Fleisch für Gesang (Sopran, Bariton), Großes Orchester (2024)

### Chor/Gesang
- Missa Brevis für gemischten Chor und Bläser (2008)
- Falsche Lieder für sechs Stimmen (2 Sopran, Mezzosopran, Tenor, Bariton, Bass) (2011)
- Die drei Reisen Sindbads für einen Erzähler, einen Zuhörer und 24-stimmiges Vokalensemble (2012/13)
- Mondbeschreibungen für 6 Stimmen, Chor, Ensemble (3 Posaunen, Zink, Viola, Violoncello, Violone, Orgel-Positiv, Chitarrone) und Elektronik (2013)
- Acht schwarze Lieder nebst einer Moritat für Gesang, Bassklarinette und Klavier (2014)
- Le coeur de la Grenouille für 28-stimmigen Chor in drei Gruppen (2014)
- fonomania – 7 cell-phone-songs, Text: Bruno Klimek, für 2 Stimmen, Bassklarinette, Kontrabass, Akkordeon, Zuspielungen (2015)
- Winzige Lieder – auf Texte von Velimir Chlebnikov für Bariton, Klavier (2016)
- Arien / Zitronen für Sopran, großes Ensemble (Flöte, Oboe, Klarinette, Fagott, Horn, Trompete, Posaune, Tuba, Schlagzeug, Klavier, Streichquintett), Zuspielungen (2016)
- Sachlicher Bericht – aus: Arien / Zitronen für Sopran, Ensemble (Flöte, Englischhorn, Bassklarinette, Schlagzeug, Violine, Viola, Violoncello, Klavier) (2016)
- Winzige Lieder – auf Texte von Velimir Chlebnikov. Fassung für Sopran und Akkordeon oder Sopran und Klavier (2016)
- Fünf Lieder (vorwiegend nächtlich) für sechsstimmiger Chor, zwei Kontrabässe, Zuspielungen (2018)
- Sieben Häute – nach einem Text von Sarah Kirsch für Sprecher, Sopran, Countertenor, Bassklarinette, Tuba, Schlagzeug, Viola, Violoncello (2018)
- Schummellümmelleichen – eine Operette nach Texten von Schorsch Kamerun u. a. für Countertenor, Ensemble (Trompete, Posaune, 2 Schlagzeuger, E-Gitarre, Violoncello, Klavier), Zuspiel (2018)
- Kleine Dinge, z.B.: Ein Heuschreck für Sopran, Sopransaxophon, Posaune, Violoncello, Akkordeon, Klavier (2019)
- I forgot to remember to forget für sechs Stimmen und Plattenspieler (2020)
- Dienstag 13. April: Keine Robben – nach Textfragmenten aus Heute dreimal ins Polarmeer gefallen von Arthur Conan Doyle für Bariton, E-Gitarre, Tape (2021)
- Ernst-Busch-Musik für Stimme, Trompete, Posaune, 2 Schlagzeuger, E-Gitarre, Violoncello, Klavier (2021)
- Gespenster und Fahnen für 8-stimmigen gemischten Chor, Zuspielungen (2021)
- O Seufzen, Heulen, Herzensknall für Sopran, Countertenor, Ensemble (Sax, Schlgz, E-Git, Kb, Akk, Klav), Zuspielungen (2022)

### Musiktheater
- Mondstrahl – Kammeroper in neun Stadien für 5 Stimmen, 9 Spieler, Zuspielungen (2001-4)
- Zivilcourage. Musik für einen Platz für Kinderchor, Frauenchor, gemischten Chor, Zuspielungen (2008/9)
- PHINGERS für Solisten, Chor, Schlagzeugensemble, Zubehör, Zuspielungen (2009)
- ANOIA – Musiktheater nach einem Text von Alexander Müller-Elmau für Tänzerin, Schauspieler, 7 Sänger, Ensemble (Oboe, Klarinette, Trompete, Schlagzeug, Klavier, 2 Violoncelli, Kontrabass) und Zuspielungen (2011/12)
- Kannst du pfeifen, Johanna – Libretto von Dorothea Hartmann nach dem gleichnamigen Kinderbuch von Ulf Stark; für Tenor, Bariton, Bassbariton und kleines Ensemble (unter Verwendung eines musikalischen Motives von Max Hansen) (Klavier/Celesta, Schlagzeug, Klarinette, Posaune, Kontrabass) (2013)
- PLÄTZE. DÄCHER. LEUTE. WEGE. Musiktheater für ein utopisches Bielefeld für Sopran, Bariton, 2 Schauspieler/Performer, Statisten, Ensemble (Klarinette, Trompete, Posaune, Schlagzeug, Violine, Viola, Violoncello, Kontrabass) (2014/15)
- FRANKENSTEIN (2018)
- PINOCCHIO – Musiktheater für Kinder mit dem Libretto von Nina Kupczyk nach dem gleichnamigen Kinderbuch von Carlo Collodi für 2 Schauspieler und kleines Ensemble (2018)
- Gefährliche Operette – mit Texten von Wiglaf Droste, Schorsch Kamerun, Marc-Uwe Kling u. a., Dialogtexte von Ann-Christine Mecke für Schauspieler, Mezzosopran, Bariton, Ensemble (Klar, Trp, Pos, 2 Schlgz, E-Git, Vc, Klav) (2017–2022)
- Ich will lächeln, lächeln, lächeln – Taschenoper nach William Shakespeare für 2 Sängerinnen, 2 Sänger, Ensemble (Oboe, Trompete, Schlagzeug, Harfe, E-Gitarre, Keyboard, Violoncello, Kontrabass) (2019)
- Spring doch – Kinderoper mit einem Libretto von Andri Beyeler für 2 Sängerinnen, 2 Sänger, Kinderchor, Ensemble (2 Klar, Hr, Pos, Perk, Klav, Hfe, Vla, Vc, Kb) (2019/20)
- Eleonore – Befreiungsoper (Text: Charlotte Roos) für 2 Soprane, Countertenor, Tenor, Bariton, Ensemble (Flöte, Klarinette, Fagott, Trompete, Posaune, Schlagzeug, Klavier, Violine, Viola, Violoncello, Kontrabass) (2020)
- Dogville – Oper in 18 Szenen nach dem gleichnamigen Film von Lars von Trier für 14 Gesangssolisten (4 Sopr, 2 Mezzo, 1 Alt, 1 Counter, 1 Ten, 3 Bar, 2 Bass), Orchester (3-3-3-3, 4-2-3-1, Pk, 2 Schlgz, Streicher) (2020/21)
- Hier kommt keiner durch! – nach dem gleichnamigen Kinderbuch von Isabel Minhós Martins und Bernardo P. Carvalho für Stimme, Horn, Posaune, Tuba und Schlagzeug (2021)
- Immer noch Loge – Musiktheater auf ein Libretto von Paulus Hochgatterer für 3 Stimmen, Ensemble (Klarinette, Horn, Trompete, Posaune, Schlagzeug, Violoncello, Kontrabass), Zuspielungen (2021)
- Sieben Zwerge – Musiktheater für Kinder (Text: Manfred Weiß) für Stimme, Ensemble (Trp, Pos, 2 Schlgz, E-Git, Vc, Klav) (2021/22)
- WUT – Musiktheater für Kinder nach Motiven von Toon Tellegen für Stimme, Klarinette, Akkordeon, Kontrabass (2022)
- Sasja und das Reich jenseits des Meeres – Märchenoper nach dem Roman von Frida Nilsson, Libretto von Carina Sophie Eberle, für 6 Sänger:innen, 3 Schauspieler:innen, Chor/Soli, Orchester (2 Fl, 2 Ob, 2 Klar, 2 Fg, 4 Hr, 2 Trp, 3 Pos. Tb, Pk, 2 Schlgz, Streicher) (2024)
- immermeeehr – Musiktheater für, von und mit Kindern und Jugendlichen auf einen Text von Maria Milisavljević für Kinderchor, 5 Kindersolisten, 4 Sänger:innen (2D, 2H), Kammerensemble (Horn, Schlagzeug, Harmonium, Klavier, Violine, Viola, Kontrabass) (2024)

## CDs
- Portrait-CD Gordon Kampe: HAL / High Noon: Moskitos / Ripley-Musik V / Qs Nachtstück / Picard / Gassenhauermaschinensuite WERGO 2011 (WER 6581 2)
- Nischenmusik mit Klopfgeistern. Auf: Decoder Ensemble für Aktuelle Musik, Ahornfelder 2015 (AH27)
- Falsche Lieder. Auf: Neue Vocalsolisten Stuttgart: Drama, col legno 2014 (WWE 1CD 20413)
- heavy metal. Auf: Beatrix Wagner – Spiegelungen, Edition Zeitklang (ez 44046)
- zu drei Stücken entzwei. Auf: Magic Flute Remixed, GENUIN 2006 (GEN 86078)
- Gordon Kampe, Ensemble Musikfabrik: Arien/Zitronen (col legno Music gmbh, 2017)

## Schriften (Auswahl)
- Topoi – Gesten – Atmosphären. Märchenopern im 20. Jahrhundert, Saarbrücken (Pfau-Verlag) 2012, ISBN 978-3-89727-446-4
- Plätze. Dächer. Leute. Wege. Die Stadt als utopische Bühne (gemeinsam mit Ivan Bazak und Katharina Ortmann), Bielefeld (transcript-Verlag) 2015, ISBN 978-3-8376-3197-5